# Доброводы (Чортковский район)
Доброводы (укр. Доброводи) — село в Монастырисской городской общине Чортковского района Тернопольской области Украины.
До 2020 года входило в Монастырисский район.
Население по переписи 2001 года составляло 726 человек. Почтовый индекс — 48321. Телефонный код — 3555.